# Gevlekte timalia
De gevlekte timalia ( Mixornis bornensis synoniemen: Macronus bornensis of Macronous bornensis) is een vogelsoort uit de familie van de timalia's. De vogel komt voor op Borneo en Java. Deze vogel werd lang gezien als een ondersoort van de geelborsttimalia (M. gularis).

## Kenmerken
De gevlekte timalia is een kleine timalia van gemiddeld 13 cm. De mannetjes en vrouwtjes van de soort lijken sterk op elkaar. De soort lijkt op de geelborsttimalia, maar heeft duidelijke streepje op de borst en is minder duidelijk geel op de borst. Verder is de vogel bruin van boven met een bruine kruin en daaronder een lichte wenkbrauwstreep en kleine zwarte streepje rond het oog. 

## Verspreiding en leefgebied
De soort komt vooral voor op Borneo, maar ook op westelijk Java en wat eilanden tussen Sumatra en Borneo. De soort telt acht ondersoorten:
- M. b. zopherus: Anambaseilanden.
- M. b. everetti: Bunguran.
- M. b. zaperissus: de noordelijke Natuna-eilanden (behalve Bunguran).
- M. b. argenteus: Pulau Banggi en Malawali.
- M. b. cagayanensis: Cagayan Sulu.
- M. b. bornensis: Borneo (behalve het noorden).
- M. b. montanus: Sabah.
- M. b. javanicus: Java.

De gevlekte timalia leeft in kleine groepjes in het dichte struikgewas in secundair bos. Oorspronkelijk waren deze vogels aangepast aan natuurlijke verstoringen in regenwoud zoals aardverschuivingen en ontwortelde grote bomen. Ontbossing in de vorm van selectieve houtkap werkte in het voordeel van de gevlekte timalia. De ondersoort M. b. bornensis heeft daarbij een voorkeur voor laagland en gebieden met struikgewas langs kusten.

## Status
De gevlekte timalia heeft een groot verspreidingsgebied en daardoor alleen al is de kans op de status kwetsbaar (voor uitsterven) uiterst gering. De grootte van de populatie is niet gekwantificeerd; het is echter een zeer algemene vogel. Om deze redenen staat deze timalia als niet bedreigd op de Rode Lijst van de IUCN.